# Randagi. Da Zero.
Randagi. Da zero. è un graphic novel scritto da Alessandro Mari e disegnato da Francesca Zoni, edito da Rizzoli Lizard nel 2016. 
Il finale aperto e il sottotitolo dato all'opera sembrano rimandare a un seguito, da alcune fonti indicato entro il 2017, ma al momento autori ed editore non hanno rilasciato dichiarazioni ufficiali in merito, tenendo quindi viva anche l'ipotesi che le scelte siano solamente di natura narrativa, dove l'autore lascia libertà di interpretazione al lettore.

## Trama
In un futuro distopico dove una misteriosa epidemia causa la morte degli adulti, il mondo resta in mano a bande di bambini e ragazzi che, come cani randagi, cercano di far valere la legge del più forte. In questo scenario, si intrecciano le vicende di Tito, giovane problematico inizialmente rinchiuso nel carcere minorile di Nisida, e Nina, una ragazza come tante in crociera insieme ai genitori. Mentre Nina dovrà imparare a cavarsela giorno dopo giorno, snaturando quelle che erano state le sue inclinazioni e convinzioni, Tito ha ben meno difficoltà a inserirsi in quella realtà fatta di strade e violenza, da cui proviene. I due sono chiamati a dover affrontare dei percorsi di crescita agli antipodi, dove però entrambi, a fianco alla quotidiana lotta per la sopravvivenza, devono cercare di rifondare il mondo e, contemporaneamente, il loro modo di essere.

## Edizioni
- Randagi. Da Zero., Milano, Rizzoli Lizard, 2016, ISBN 9788817084888.